# Leskia pertecta
Leskia pertecta là một loài ruồi trong họ Tachinidae.